# Handseilzugfähre (Leißnitz)
Die Handseilzugfähre in Leißnitz ist eine Personen- und Prahmfähre im Landkreis Oder-Spree. Sie verbindet den Friedländer Ortsteil Leißnitz mit dem Taucher Ortsteil Ranzig über den Fluss Spree und ist die einzige Handseilzugfähre im Land Brandenburg. Die Stadt Friedland als Eigentümerin verpachtet das Wasserfahrzeug an einen privaten Einzelunternehmer. Die Fähre ermöglicht am Kreuzungspunkt der Radwanderwege Oder-Spree-Tour, Tour Brandenburg, Beeskow-Sulęcin und Spreeradweg die Spreeüberquerung nur für Wanderer und Radfahrer. Eine Überfahrt dauert etwa vier Minuten und erspart einen circa 16 km weiten Umweg über Beeskow. Der Fährbetrieb wird in den Monaten April bis Oktober aufrechterhalten. Pro Überfahrt können bis zu zehn Personen und zehn Fahrräder transportiert werden. Bei Sturm, Nebel, Gewitter und Starkregen wird der Betrieb eingestellt.
Die Fähre ist auf Leißnitzer Uferseite stationiert. Dort steht auch das ehemalige Fährhaus, in dem sich heute ein Imbiss nebst Bootsverleih befindet. Um von Ranziger Seite überzusetzen, muss der Fährmann durch Schlagen einer Glocke gerufen werden.

## Geschichte
Bis zum Ende des Zweiten Weltkrieges gab es in Leißnitz eine größere Fähre, die aus Holzbohlen bestand und im Handbetrieb über ein Kettenrad bewegt wurde. Pferdefuhrwerke und Maschinen konnten von ihr transportiert werden.
Seit 1999 ist die heutige kleine Fähre in Betrieb. Das Boot wurde 1971 in der Oderwerft Eisenhüttenstadt auf Kiel gelegt und fuhr bis 1996 über den Oder-Spree-Kanal in Fürstenberg (Oder). 2011 wurde die Fähre grundlegend überholt und erhielt einen neuen Anstrich. Ebenso wurden die Fährtaschen saniert und mit neuen Holzbohlen ausgestattet. In den Um- und Ausbau flossen Fördermittel.
Wegen zahlreicher Unfälle im Jahr 2008 wurden etwa 120 Meter vor und hinter der Fährbetriebstelle Warnschilder aufgestellt. Sportbootführer missachteten das Überholverbot während des Fährbetriebes und kollidierten mit dem gespannten Drahtseil.

## Funktionsweise
Bei der Leißnitzer Tiefseilfähre sind die Stahlseilenden an beiden Ufern fest verankert. Vor dem Ablegen wird das Drahtseil mit einer Seilwinde gespannt und während des Betriebes über an der Reling befestigte Rollen geführt. Ansonsten liegt es lose auf dem Gewässergrund und behindert nicht den kreuzenden Schiffsverkehr. Der Fährmann zieht das Fahrzeug mit Hilfe eines Greifers entlang des Drahtseiles über den Fluss. Dazu geht er über einen auf dem Deck liegenden Lattenrost an der Reling entlang, um mit Hilfe der Beine eine größere Kraftentfaltung zu erreichen. Dieser Bereich darf von Personen oder Fahrrädern nicht verstellt werden, um einen ungehinderten Betrieb zu ermöglichen. Ist die Fähre in Fahrt gekommen und sind die Witterungsbedingungen günstig, reicht in der Regel der alleinige Armzug aus.
Ein Vorteil dieser Fähren ist, dass sie auch bei starker Strömung sicher operieren können.